# Bojadzjik
Bojadzjik (bulgariska: Бояджик) är ett distrikt i Bulgarien.   Det ligger i kommunen obsjtina Tundzja och regionen Jambol, i den centrala delen av landet, 250 km öster om huvudstaden Sofia.
Trakten runt Bojadzjik består till största delen av jordbruksmark. Runt Bojadzjik är det ganska glesbefolkat, med 24 invånare per kvadratkilometer.